# Iván Fónagy
Iván Fónagy (ur. 1920, zm. 2005) – węgierski językoznawca i teoretyk literatury.

## Życiorys
Iván Fónagy urodził się w 1920 roku. Przed II wojną światową, w latach (1938–39) studiował filologię romańską i germańską na uniwersytecie w Paryżu. Następnie w latach 1940–1943 kontynuował naukę w Kolozsvár (obecnie Kluż-Napoka w Rumunii). Dodatkowo ukończył językoznawstwo ogólne na Uniwersytecie im. Loránda Eötvösa w Budapeszcie. Od połowy lat pięćdziesiątych żył i pracował we Francji, publikując głównie po francusku. W latach 1965–66 przebywał na w Stanach Zjednoczonych, korzystając ze stypendium naukowego. Poszerzał wtedy wiedzę między innymi na Uniwersytecie Columbia w Nowym Jorku i Massachusetts Institute of Technology. Pracował w Akademii Nauk na Węgrzech (1950–67) i na uniwersytecie paryskim (1967–1970). Od 1971 roku był związany z Centre National de la Recherche Scientifique. Był członkiem licznych towarzystw naukowych zarówno w ojczystych Węgrzech, jak i we Francji i w Stanach Zjednoczonych. Iván Fónagy zmarł w 2005 roku.

## Prace naukowe
Iván Fónagy zajmował się przede wszystkim eufonologią, czyli nauką o wykorzystaniu dźwięków mowy w tekstach literackich. Zagadnienia te rozpatrywał ze stanowiska tak językoznawstwa i teorii literatury, jak i psychologii, a zwłaszcza psychoanalizy. Jego prace były tłumaczone również na język polski. Dyskutowała z nim Lucylla Pszczołowska. Oprócz tego był aktywny jako tłumacz literatury pięknej. Przekładał między innymi dzieła Bertolda Brechta, Prospera Mériméego, Blaise'a Pascala i Honoriusza Balzaca.